# Внешняя политика Республики Кипр
Внешняя политика Республики Кипр — общий курс Республики Кипр в международных делах. Внешняя политика регулирует отношения Республики Кипр с другими государствами. Реализацией этой политики занимается министерство иностранных дел Республики Кипр.

## История
В 1960 году Республика Кипр обрела независимость от Великобритании и столкнулась с рядом внутренних проблем. Прежде всего, это была межэтническая проблема, которая требовала принятия местных, внутренних политических решений. Следующей проблемой стало выстраивание отношений с Грецией и Турцией, так как две основные кипрские общины боролись друг с другом за то, чтобы внешнеполитические интересы страны не шли вразрез с континентальным державами, где проживал их народ. Многие киприоты считали свой остров пешкой в противостоянии сверхдержав, часто преувеличивая своё стратегическое значение. 
Поскольку Греция и Турция являются членами НАТО, Республика Кипр стала проблемой для стран западного мира, и тем обстоятельством, которым Советский Союз и его союзники иногда пытались воспользоваться. В ответ на эти обстоятельства внешняя политика Республики Кипр ориентировалась на Движение неприсоединения, и обе общины острова нашли поддержку среди стран третьего мира, для которых межэтническая проблема тоже была актуальной, а также среди тех стран, которые пережили оккупацию части территории со стороны крупного соседнего государства, и тех стран, где религиозные меньшинства страдали от дискриминации со стороны большинства.
Отношения Республики Кипра с внешним миром были сильно ограничены политикой внутри острова. Обе общины стремились проводить политику, которая удовлетворяла бы только их интересам. Тем не менее, Республика Кипр предпринимала активные и эффективные дипломатические усилия, что отразилось на отношениях со многими странами, чтобы заручиться поддержкой своей позиции на переговорах в ООН по урегулированию внутренней проблемы и поддержкой резолюций на многосторонних форумах, членом которых является Республика Кипр. Турецкая Республика Северного Кипра (ТРСК) к середине 1980-х годов пыталась вырваться из международной изоляции и начала проводить собственную внешнюю политику, несколько испортив успехи греков-киприотов. Международное признание в качестве независимого государства стало главной целью политиков на севере острова.